# Samuel Silkin
Samuel Charles Silkin (6 mars 1918 - 17 août 1988) est un homme politique et joueur de cricket du parti travailliste britannique.

## Jeunesse
Il est le deuxième fils de Lewis Silkin, député et ministre du Cabinet de Clement Attlee de 1945 à 1950. Son frère cadet, John, est également député et ministre du Cabinet.
Samuel Silkin fait ses études au Dulwich College et au Trinity Hall de Cambridge. Il joue deux matchs de cricket de première classe en 1938, un pour le Cambridge University Cricket Club et le Glamorgan County Cricket Club .

## Carrière
Il devient avocat et est admis au barreau en 1941. Le 18 mars 1946, Silkin, avec le grade militaire de lieutenant-colonel, préside les procès pour crimes de guerre du Double Dixième au Palais de la Cour suprême de Singapour. Vingt et un Kenpeitai japonais sont accusés d'avoir torturé 57 internés, entraînant la mort de 15 . Le 15 avril 1946, après une audience de 21 jours, huit sont condamnés à mort par pendaison. Trois autres sont condamnés à la réclusion à perpétuité, un à une peine de quinze ans et deux à des peines de huit ans de prison. Sept sont acquittés .
En 1963, Silkin est élevé au rang de Conseil de la Reine. Il préside la Society of Labour Lawyers. Il est conseiller au conseil d'arrondissement de Camberwell de 1953 à 1959.

## Carrière parlementaire
Aux élections générales de 1964, Silkin est élu député de la circonscription de Dulwich, jouxtant l'ancienne circonscription de son père, Peckham. Il est réélu à Dulwich jusqu'à sa retraite aux élections générales de 1983.
De 1974 à 1979, il est procureur général pour la juridiction d’Angleterre-et-Galles et pour l'Irlande-du-Nord sous les premiers ministres travaillistes Harold Wilson et James Callaghan. Après sa retraite de la politique, il est créé pair à vie en tant que baron Silkin de Dulwich, de North Leigh dans le comté d' Oxfordshire le 13 mai 1985.

## Famille
Silkin est décédé en 1988, à l'âge de 70 ans. Il a, par sa première épouse Elaine Stamp (qu'il épouse en 1941), deux fils et deux filles. Il n'a pas d'enfants de sa deuxième épouse, Sheila Swanston, qu'il épouse en 1985 après la mort de sa première femme.